# Tauros-Programm
Das Tauros-Programm, ehemals TaurOs-Projekt, (niederländisch Het Tauros Programma, englisch The Tauros Programme) ist ein internationales Programm zur Züchtung eines Rindes, das morphologisch der ausgerotteten Wildform des Auerochsen (der Stammform der meisten Hausrinder) möglichst nahe kommt und ökologisch die Rolle des Auerochsen in der Natur übernehmen kann. Ähnliches wurde in den 1920er Jahren versucht, daraus entstand das Heckrind.
Zur Züchtung verwendet werden ursprüngliche Rinderrassen, die phänotypische Übereinstimmungen mit dem Auerochsen zeigen sowie robust genug sind, ohne menschliche Eingriffe in der Wildnis zu überleben. Sie werden durch Kreuzungszucht zusammengeführt und sollen streng nach Merkmalen und ökologischer Kapazität selektiert werden. Ein langfristiges Ziel des Projekts ist die Auswilderung des Tauros-Rindes in ausgewählten europäischen Rewilding-Gebieten.
Das Projekt wurde 2008/09 von der niederländischen Stiftung Stichting Taurus initiiert, weitere Projektpartner sind die niederländische Naturschutzorganisation I, die paneuropäische Naturschutzorganisation Rewilding Europe und die Universität Wageningen.
Standorte des Projekts befinden sich bis Stand Ende 2020 in den Niederlanden, Portugal, Spanien, Kroatien, Tschechien sowie Rumänien. Weitere sind in Planung, u. a. in Deutschland.

## Hintergrund

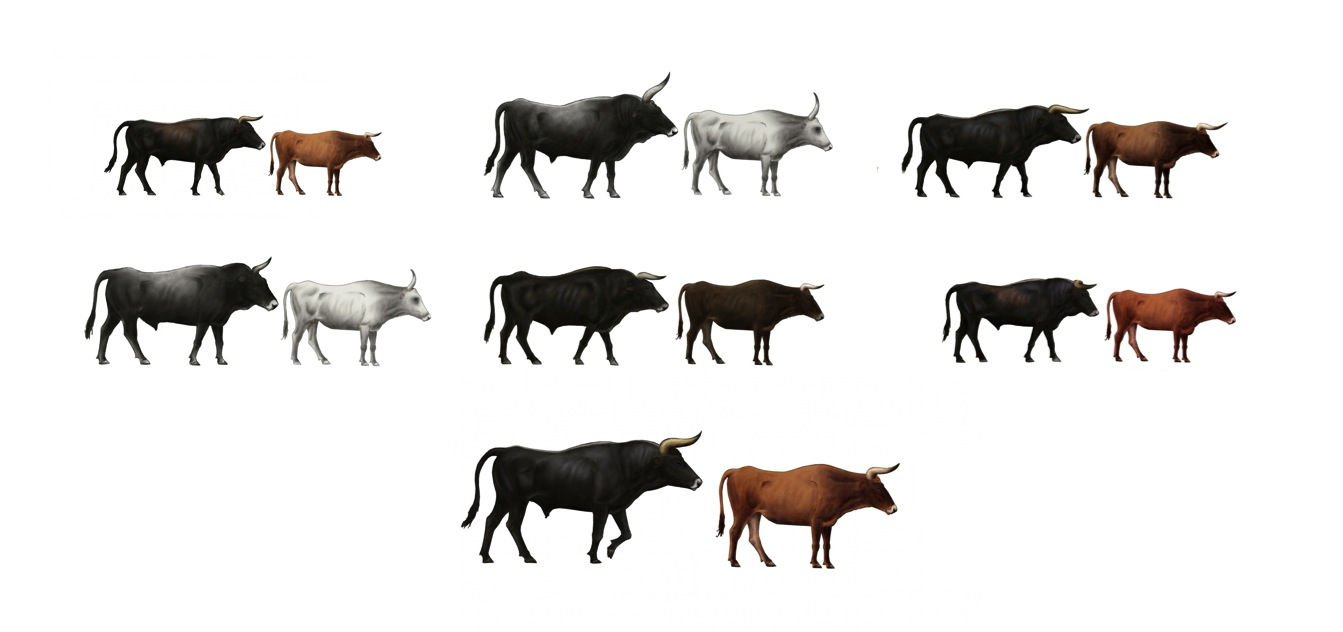
Darstellung der wesentlichen vom Tauros-Programm zur Kreuzungszucht verwendeten südeuropäischen Rinderrassen (obere Reihe von links nach rechts: Limia, Maremmana primitiva, Maronesa; untere Reihe: Podolica, Sayaguesa, Pajuna. Darunter ein Vergleich mit dem Auerochsen)

Eine gegenwärtige Entwicklung des Naturschutzes und der Renaturierung ist dahingehend, dass, basierend auf der Megaherbivorenhypothese, die Wiederansiedelung des europäischen Großwildes als wesentlich dafür gesehen wird, die ursprüngliche Biodiversität offener oder halboffener Landschaft ohne menschlichen Einfluss zu erhalten. Der Auerochse, einst eines der wichtigsten Huftiere des Kontinents, wurde jedoch 1627 ausgerottet. Daher muss beim sogenannten Rewilding auf dessen domestizierte Nachkommen zurückgegriffen werden, welche robust genug sind, diese Rolle zu erfüllen. In vielen Beweidungsprojekten wird vor allem in Deutschland oft auf Heckrinder, daneben auch Galloway-Rinder und Schottische Hochlandrinder zurückgegriffen. Das Heckrind entstand in den 1920ern im Versuch, aus verschiedenen Rinderrassen ein Abbild des Auerochsen zu züchten. Es hat sich zwar als robust herausgestellt, doch genügt es in den Augen einiger nicht als Restauration des Auerochsen.
Das Tauros-Programm formierte sich mit dem Ziel, dem Auerochsen näher zu kommen als bisherige „Rückzüchtungs“-Versuche. „Rückzüchtung“ basiert auf der Idee, dass ursprüngliche Merkmale des Auerochsen in einigen, wenig hochgezüchteten Rinderrassen noch vorhanden sein müssten und durch Kreuzungs- und Selektionszucht zu möglichst großen Anteilen wieder vereinigt werden könnten. Stichting Taurus betreibt seit Jahren Beweidungsprojekte mit robusten Rindern und Pferden und kaufte für das Projekt für authentisch befundene Rassen aus Südeuropa an. Die „auffallende Ähnlichkeit“ der iberischen Rinderrassen bemerkte bereits der Münchner Biologe und Zoodirektor Heinz Heck (1894–1982).

## Methoden und Zielsetzung
Das Tauros-Programm verwendet robuste Rinderrassen, welche gleichzeitig möglichst authentisch in Bezug auf das Aussehen des Auerochsen sein sollen. Das Ziel der Kreuzungs- und Selektionszucht dieser Rassen ist, schrittweise neue Zuchtlinien zu schaffen, welche dem Auerochsen möglichst nahekommen und sich für die Auswilderung in europäischen Wildreservaten eignen. Im Rahmen des Projektes laufen Studien ab, etwa bezüglich einer möglichen Introgression wilder Auerochsen in die Population der Hausrinder in Europa. Weiterhin wird auch die Futterauswahl und das Verhalten der verwendeten Rinderrassen untersucht.
Die zur Kreuzungszucht verwendeten auerochsenartigen Rassen stammen hauptsächlich aus Iberien und Italien. Darunter befinden sich Sayaguesa, Pajuna, Tudanca, Podolica, Maronesa, Limia-Rinder und Maremmana primitiva. Solche primitiven Rassen wurden in den letzten Jahrzehnten immer seltener, teilweise sind sie stark bedroht. Verwendet wird auch das Schottische Hochlandrind, welches aufgrund des langen Felles und der ausgeprägten Fähigkeit zur Fettspeicherung äußerst robust und kältetolerant ist. Laut Wouter Helmer (Direktor von Rewilding Europe) sollen sich die gewünschten auerochsenartigen Rinder in naher Zukunft frei in wilden Herden bewegen können und wie Rothirsch, Wildschwein und Wolf wieder ein integraler Bestandteil der europäischen Natur werden.
Die Erfassung und Untersuchung des vorhandenen genetischen Materials kommt langsam voran. Die nukleäre DNA (Kern-DNA) des Auerochsen ist noch nicht abschließend entschlüsselt. Die mitochondriale DNA des Auerochsen dagegen liegt schon vor. Die Verantwortlichen des Tauros-Projektes behaupten, die von ihnen ausgewählten Rassen zeigen gewisse genetische Übereinstimmungen mit dem Auerochsen, jedoch fehlen publizierte Studien als Beleg für diese Behauptung.

## Rassen und bisherige Kreuzungsresultate

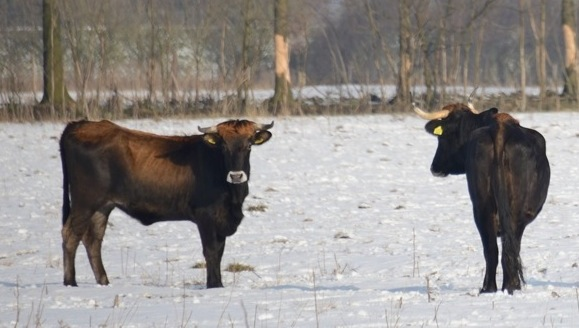
Sayaguesa-Kühe in Keent.

Einige der vom Tauros-Programm verwendeten Rinderrassen sind relativ groß und dem Auerochsen in Proportionen und farblich teilweise sehr ähnlich. So ist ein heller Aalstrich oder eine deutlich hellere Färbung bei Kühen oft vorhanden. Die Horngröße variiert von Rasse zu Rasse, die Krümmung ist bei einigen Rassen derer des Auerochsen ähnlich. Alle Rassen sind es seit Jahrhunderten gewohnt, ohne Stall oder Unterstand ganzjährig frei zu leben und sich selbst zu ernähren; es handelt sich um robuste Landrassen.
Folgende in ihrem Phänotyp meist sehr ursprüngliche Robustrinder werden aktuell verwendet:
- Sayaguesa
- Maremmana primitiva
- Pajuna
- Limia-Rind
- Maronesa
- Podolica
- Tudanca
- Schottisches Hochlandrind
- Boškarin (bislang nur in der kroatischen Zuchtgruppe)

Bis einschließlich 2015 wurden 160 Rinder der Ausgangsrassen in der Zucht eingesetzt und 292 Kreuzungsrinder geboren. Von den Kreuzungsrindern gehören 145 der ersten Kreuzungsgeneration an, 130 der zweiten und 17 schon der dritten. Die Gesamtzahl der Taurosrinder beträgt 350–400 (Stand Frühjahr 2016, neugeborene Kälber nicht mitgezählt) und setzt sich zusammen aus Tieren der Ausgangsrassen sowie Kreuzungstieren.

## Zuchtgruppen

### Niederlande
Der Schwerpunkt der Taurosrinder-Züchtung liegt zurzeit in den Niederlanden; 2009 begann hier die Taurosrinder-Züchtung. Zuchtherden befinden sich an einer Vielzahl von Standorten. Die beiden zurzeit größten sind:
- Naturreservat Keent,[17][18] ca. 120 Taurosrinder (Stand April 2016),[18] alle Rassen.
- Grenzpark Kempen-Broek,[19] ca. 100 Taurosrinder (Stand Oktober 2015),[20] alle Rassen mit Ausnahme von Podolica.

Weitere Standorte sind:
- Herperduin-Maashorst[21][22][23] 21 Taurosrinder; 14 in Herperduin[24][25] und sieben in Maashorst[26] (Stand Juni 2016). 2016 wurden beide Gebiete verbunden.[23] Bis 2018[veraltet] soll die Beweidungsfläche auf 1520 ha (15 km²) vergrößert werden, und bis 2050 auf 3500 ha (35 km²).[23] Beweidet wird das öffentlich zugängliche Gebiet seit Frühjahr 2016 gemeinschaftlich von Taurosrindern, Exmoorponies und Wisenten.[27]
- De Maurik,[28][29] ca. 15 Taurosrinder (Stand April 2016),[29] zzt. nur Maremmana-Rinder als Erhaltungszucht und zur Belieferung der anderen Zuchtherden.
- Geuzenbos,[30][31] Maremmana- und Highland-Rinder.
- Kraaijenbergse Plassen.[32]

### Sonstiges Europa
PortugalSeit Juni 2013. Eine Zuchtherde im Rewilding-Europe-Gebiet „West-Iberien“:
- Faia Brava,[33] ca. 27 Taurosrinder (Stand November 2015),[34][35] Maronesa und Sayaguesa.

SpanienSeit Juni 2013. Eine Zuchtherde im Rewilding-Europe-Gebiet „West-Iberien“:
- Campanarios de Azaba,[33] ca. 35 Taurosrinder (Stand Ende 2015),[36][33] Sayaguesa und Maronesa.

KroatienSeit April 2014. Eine Zuchtherde im Rewilding-Europe-Gebiet „Velebit“:
- Licko Polje (Lika Ebene),[37] ca. 80 Taurosrinder (Stand Dezember 2016),[37][38][39] Boškarin, Sayaguesa, Podolica, Maremmana, Tudanca und möglicherweise weitere Rassen.

TschechienSeit Oktober 2015. Eine Zuchtherde:

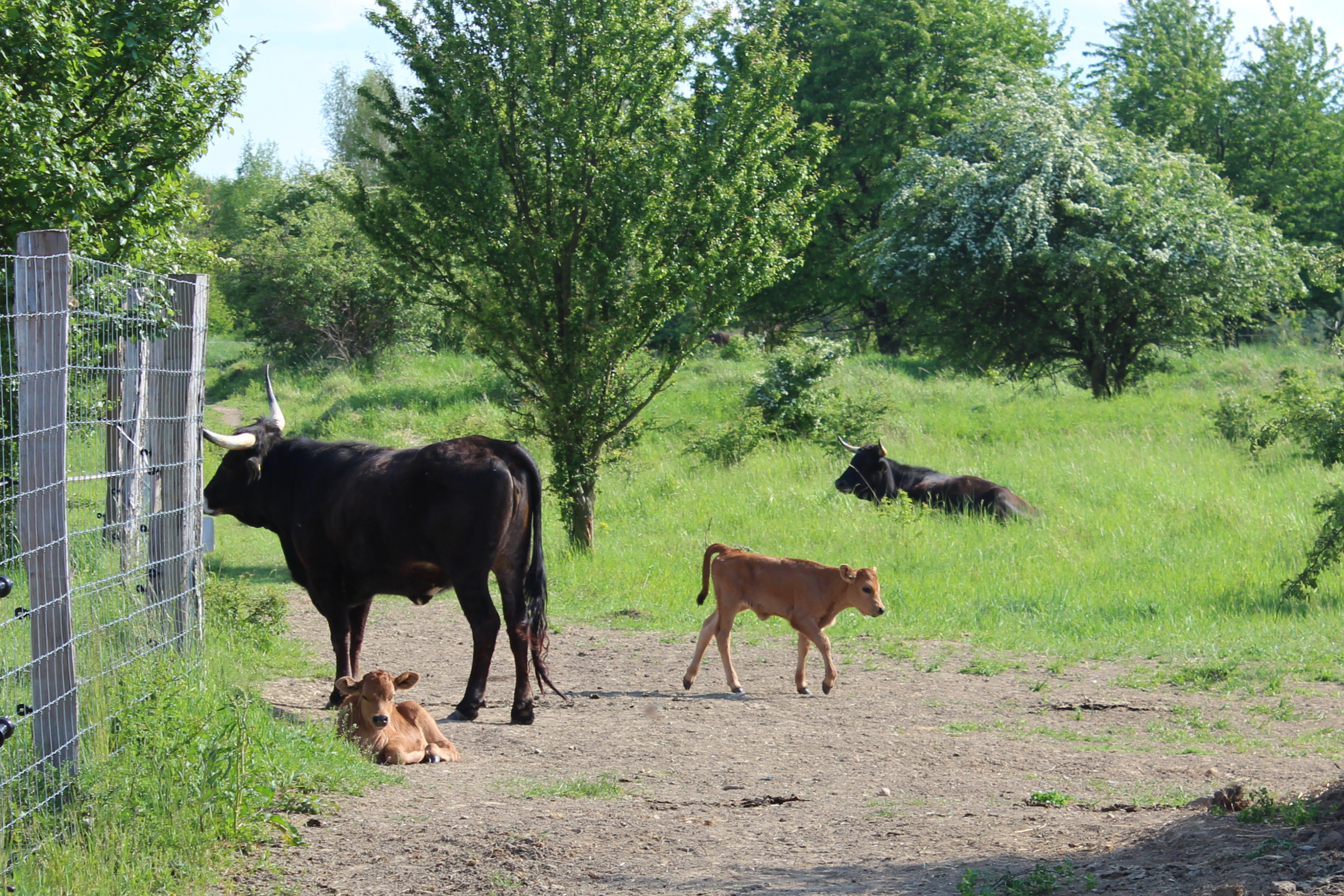
Tauroskühe und -kälber in Milovice, Tschechien.

- Milovice, fünf Tauroskühe und ein Taurosstier niederländischer Herkunft (Stand Oktober 2015), in einem Naturschutzgebiet auf dem ehemaligen sowjetischen Truppenübungsplatz Milovice[40]

RumänienSeit Oktober 2015. Eine Zuchtherde im Rewilding-Europe-Gebiet „Donaudelta“:
- Sfântu Gheorghe, 18 Taurosrinder niederländischer Herkunft (Stand Oktober 2015).[41][42]

Die Zuchtgruppen in Portugal, Kroatien und Rumänien werden in Zusammenarbeit mit Rewilding Europe betrieben, die in Tschechien in Zusammenarbeit mit European Wildlife.
In Planung sind weitere Zuchtgruppen in Zusammenarbeit mit Rewilding Europe in Deutschland oder Polen am Stettiner Haff (Rewilding-Europe-Gebiet „Oderdelta“) und in Italien im Rewilding-Europe-Gebiet „Zentral-Apenninen“ sowie in Zusammenarbeit mit dem European Rewilding Network in der Ukraine im Naturschutzgebiet Beremytske, in Belarus in der Nalibozkaja Puschtscha und in Katalonien im Naturschutzgebiet Muntanya d’Alinyà – La Rectoria.